# Всемирный форум русскоязычного еврейства
Всемирный форум русскоязычного еврейства (англ. World Forum Of Russian-Speaking Jewry) — международная некоммерческая, негосударственная организация, которая объединяет десятки общин и диаспоральных структур русскоязычных евреев, проживающих в Израиле, Канаде, США, странах Европейского Союза и бывшего СССР.

## История создания
Провозглашение создания Всемирного форума русскоязычного еврейства (ВФРЕ) состоялось 25 января 2012 года в Нью-Йоркской штаб-квартире ООН. В рамках международной конференции, посвященной Международному дню Холокоста и 70-й годовщине трагедии в Бабьем Яре, избранный накануне президент организации, Александр (Аарон) Левин, объявил о создании ВФРЕ путём объединения русскоязычных евреев всех стран и континентов. В мероприятии приняли участие свыше 700 человек.
Организация церемонии проводилась Американским форумом русскоязычного еврейства при содействии постоянных представительств Израиля и Украины в ООН.

## Миссия
Организация считает своей миссией содействие процветанию и безопасности, экономическому, культурному и духовному развитию государства Израиль за счет консолидация общин русскоязычных евреев, которые иммигрировали в Канаду, США, Германию и другие страны, а также репатриировались из бывшего СССР.

«Наша задача — объединить русскоговорящих евреев по всей планете с тем, чтобы спасти нас самих и другие народы от новой катастрофы и геноцида, сберечь нашу историческую родину — Государство Израиль».— из речи Александра Левина на церемонии провозглашения ВФРЕ
Проекты, реализуемые организацией, направлены на поддержание связи между независимым государством Израиль и русскоязычной еврейской диаспорой.

## Деятельность

### Увековечивание памяти о Холокосте
Тема Холокоста является ключевой в разъяснительной и образовательной деятельности организации. При поддержке ВФРЕ был разработан проект Мемориального комплекса «Бабий Яр». 3 октября 2011 года состоялась торжественная закладка камня для возведения музея. Строительство, осуществляемое «Фондом памяти Бабьего Яра», будет курировать глава Наблюдательного совета фонда и президент ВФРЕ — Александр (Аарон) Левин. Проект предполагает воссоздание при помощи спецэффектов атмосферы времен войны.

### Памятник Победы в Нетании

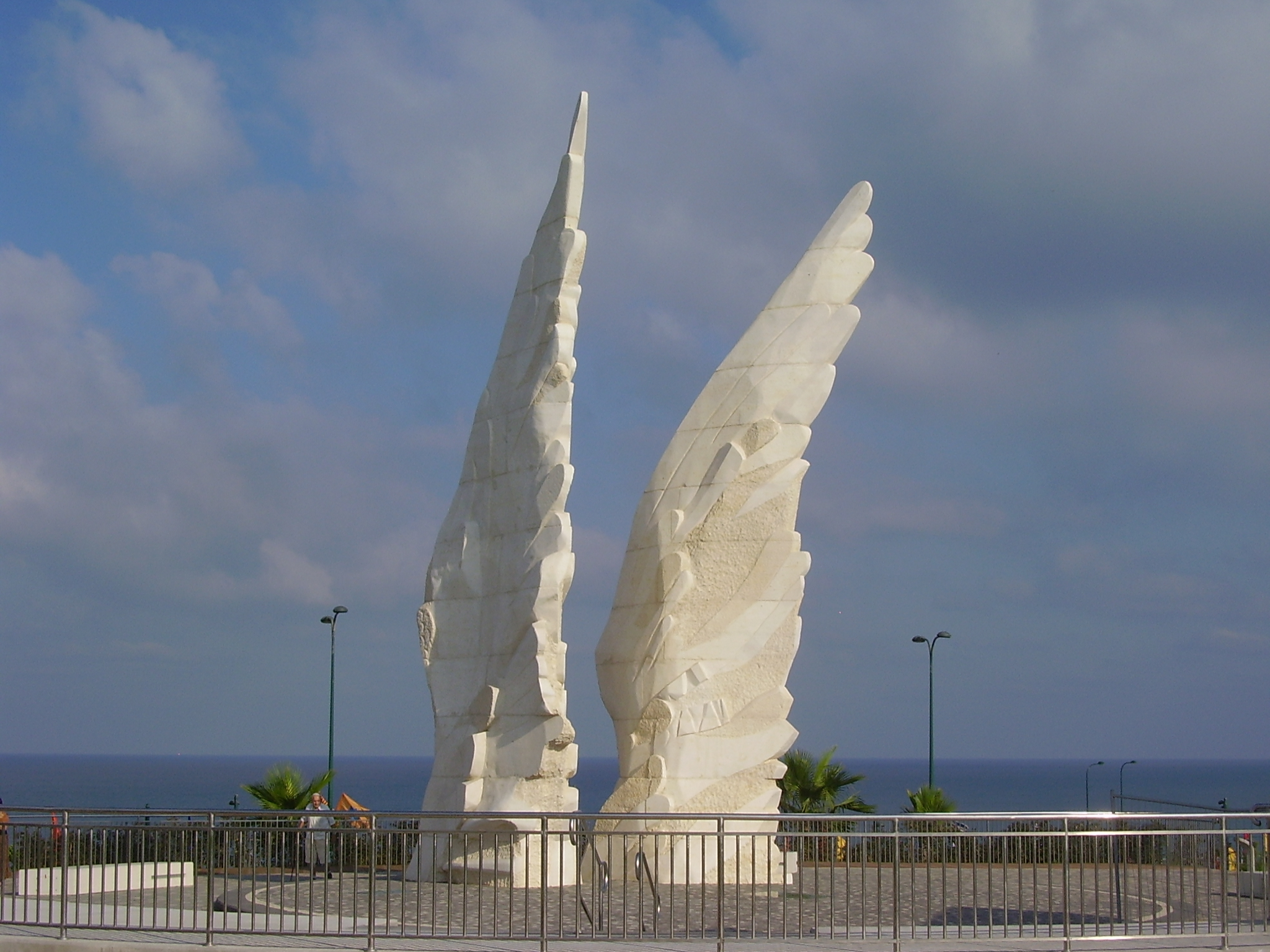
Памятник Победы в Нетании

ВФРЕ выступил в качестве основного партнера Израильского национального фонда «Керен ха-Йесод» и Израильского правительства при создании памятника Победы в городе Нетания (Израиль).
Мемориал состоит из двух скульптурных композиций. Первый монумент представляет собой чёрный бункер, символизирующий Катастрофу еврейства и бои Красной армии против нацистской Германии. Вторая композиция — белые крылья, символизирующие победу, надежду, память. Торжественное открытие мемориала состоялось 25 июня 2012 года.

### Помощь еврейским общинам
ВФРЕ оказывает продовольственную поддержку многодетным и нуждающимся детям еврейских общин Израиля, которая реализовывается посредством сотрудничества с супермаркетами и договорённостями на отоваривание талонов разного номинала, предварительно оплаченных организацией.
Под эгидой ВФРЕ еврейская община Киева 25 апреля 2012 года заложила краеугольный камень будущего Еврейского общинного центра, который должен стать крупнейшим на Украине. Камень доставили из самого Иерусалима, а в фундамент будущего сооружения заложили капсулу с посланием для потомков.
ВФРЕ во главе с Александром Левиным выступил с инициативой строительства синагоги при Любавичском центре Кенсингтона (Бруклин). Первый камень был торжественно заложен в феврале 2012 года.

### Помощь солдатам
Проект под названием «Наш тёплый дом», созданный ВФРЕ и реализуемый при полном финансировании этой организации, предполагает предоставление комплексной помощи репатриировавшимся из стран СНГ солдатам-одиночкам, служащим в Армии обороны Израиля (ЦАХАЛ). Своё свободное время согласно проекту солдаты могут провести «дома» — ВФРЕ предоставляет апартаменты со всеми удобствами. К каждой квартире приставлена женщина, которая заботится о порядке, стирает и готовит. В решении бытовых проблем солдату также помогает менеджер.

«Ребята, рискующие своей жизнью, обеспечивая безопасность государства, получают возможность вернуться в теплый дом, где их ждет еда, чистая комната. Мы не берем ни с солдат, ни с министерства обороны ни гроша. Это сугубо наша инициатива. Мы хотим, чтобы эти прекрасные молодые ребята, которые возвращаются домой в лучшем случае раз в месяц, не нуждались ни в чем»
— из интервью представителя ВФРЕ порталу izrus.co.il
Во время проведения операции «Облачный столп» (14 — 21 ноября 2012 года) ВФРЕ пожертвовал 140 тысяч долларов на оказание помощи солдатам-одиночкам, репатриировавшимся из СНГ. Еще 30 тысяч долларов было выделено организацией на установку необходимого оборудования и бомбоубежищ в районах, где не хватает укрытий от ракетных обстрелов. Благотворительные акции ВФРЕ координировались израильским Национальным фондом «Керен ха-Йесод» и израильским правительством.
К концу 2012 года организация собрала среди жителей Нью-Йорка более 50 тысяч долларов на ремонт бомбоубежищ, расположенных на юге Израиля.

### Другие проекты
ВФРЕ уделяет большое внимание борьбе с антисемитизмом. 25 марта 2012 года в США был учрежден проект «Детская самооборона», призванный обучить еврейских детей навыкам самозащиты и умению давать отпор антисемитам. Презентация спортивной программы прошла в Нью-Йоркском Еврейском центре КingsBay Y.
3 июня 2012 года ВФРЕ в рамках общенационального марша «Салют, Израиль!» в США организовал колонну из 1500 русскоязычных евреев.
В январе 2012 года европейское подразделение ВФРЕ начало финансирование проекта археологических раскопок «Ир Давид» в Иерусалиме и проект реставрационных работ на горе Масада.
22 февраля 2012 года под эгидой ВФРЕ было создано Объединение русскоязычных раввинов Израиля.